# Sofia Helin
Sofia Margareta Götschenhjelm Helin (født 25. april 1972 i Hovsta) er en svensk skuespiller. Hun er bedst kendt for sin nomination til filmprisen Guldbagge for sin rolle i Tilbage til Dalarna (svensk: Masjävlar). Hun har bl.a. også spillet hovedrollen i Nina Frisk (2007).
Endvidere spillede hun rollen som Arns forlovede Cecilia i Arn: Tempelridderen, og hun har en af hovedrollerne som Saga Norén i den dansk-svenske krimiserie Broen I - IV. Hun spiller også rollen som kriminalassistenten Klara i den svenske action-thriller Røverne (Rånarna) fra 2003. I 2020 fremstillede hun kronprinsesse Märtha af Norge i filmen Atlantic Crossing om den norske kongefamilies flugt i 1940, og kronprinsessens venskab med præsident Roosevelt.

## Filmografi
- Rederiet (tv-serie, 1996)
- Anna Holt - Polis (tv-serie, 1996)
- Aspiranterne (tv-serie, 1998)
- Beck (tv-serie, 2002)
- Fire nuancer af brun (2004)
- Tilbage til Dalarna (2004)
- Blodsbrødre (2005)
- Nina Frisk (2007)
- Arn: Tempelridderen (2007)
- Arn - Riget ved vejens ende (2008)
- Åsa-Nisse - Wälkom to Knohult (2011)
- Broen (tv-serie, 2011-2018)
- Ragnarok (2013)
- Nye tider (2017)
- Brændpunkt Berlin (tv-serie, 2017)
- That Good Night (2017)
- QEDA (2017)
- Snemanden (2017)
- Lifeboat (2018)
- Atlantic Crossing (tv-serie, 2020)
- Exit - de norske milliardærer (tv-serie, 2021)
- Udvandrerne (2021)
- Alex Rider (tv-serie, 2024)